# مدینا (مینه‌سوتا)
مدینا، مینه‌سوتا (به انگلیسی: Medina, Minnesota) یک شهر در ایالات متحده آمریکا است که در شهرستان هنپین، مینه‌سوتا واقع شده‌است.

## خصوصیات
مدینا ۶۹٫۹۳ کیلومترمربع مساحت و ۴٬۸۹۲ نفر جمعیت دارد و ۳۲۳ متر بالاتر از سطح دریا واقع شده‌است.